# Cigarhaj
Isistius brasiliensis er en art blandt Squaliformes-ordenen, der lever i den pelagiske zone. Den er især observeret i Stillehavet omkring Japan mod nord og Australien mod syd, men den har sit habitat inden for tropiske områder over hele verden og forekommer oftere tæt på øer. Den kaldes populært for cigarhaj for sit lille, runde, brune udseende.
Den er som udgangspunkt ikke et flokdyr og mødes normalt kun for at parre sig. Om dagen bevæger den sig opad, formentlig for at fange flere fisk, men den holder sig typisk alligevel omkring 100 meter fra overfladen.